# Hatsune Miku: Project DIVA 2nd
Hatsune Miku: Project DIVA 2nd (яп. 初音ミク -Project DIVA 2nd) — игра 2010 года, продолжение Hatsune Miku: Project DIVA вышедшей в Японии. Добавилась поддержка крестовины, удерживание кнопок и новая сложность песен (EXTREME). Так же появились новые песни, в которых одновременно поют 2 вокалоида. Некоторые песни из первой части остались и в сиквеле. «Project DIVA Dreamy Theater 2nd» вышел 4 августа 2011 года и позволял играть «Project DIVA 2nd» на PS3 с улучшенной графикой и стереоскопическим 3D.

## Dreamy Theater 2nd
4 августа 2011, Sega выпускает Project DIVA Dreamy Theater 2nd в японском PlayStation Network для пользователей PlayStation 3. По сути, это то же самое, что и Project DIVA Dreamy Theater для оригинальной Project DIVA, но с более детализированной графикой, поддержкой 720p и стереоскопическим 3D.

## DLC
Для игры было выпущено несколько DLC. В том числе добавляющие нового персонажа (Касане Тето), новые песни и костюмы (модули).